# Stefano Guarnieri
Stefano Guarnieri (* um 1430 in Osimo, Provinz Marken; † Oktober 1490 in Perugia) war ein italienischer Humanist, Kanzler der Stadt Perugia und päpstlicher Diplomat. Guarnieri ist heute bekannt als Sammler aus der Antike überlieferter Handschriften wie von Tacitus (Codex Aesinas).

## Biografie
Leben
Stefano Guarnieri wurde im dritten Jahrzehnt des 15. Jahrhunderts als Sohn von Giacomo Guarnieri in Osimo geboren. Die Familie war eine angesehene Notarsfamilie. Guarnieri war bereits früh als Kanzleileiter des päpstlichen Gouverneurs in Perugia tätig (1451–1454), wo er unter anderem das Castello di Reschio unterwarf und die Rebellen nach Perugia brachte.
1458 wurde er erstmals als Diplomat im Auftrag von Papst Callistus III. tätig. 1466 führte er auf Befehl von Papst Paul II. eine militärische Aktion gegen die Adelsfamilie Alviano durch. Nach mehreren diplomatischen und militärischen Missionen wurde Guarnieri 1465 von Papst Paul II. zum Kanzler von Perugia ernannt – eine Entscheidung, die gegen den Willen der Stadt erfolgte und auf eine stärkere Kontrolle des Papstes über Perugia abzielte.
Guarnieri ließ sich mit seiner Familie in Perugia nieder und blieb dort 23 Jahre lang im Amt. Während dieser Zeit führte er zahlreiche diplomatische Missionen durch, unter anderem nach Florenz, Urbino, Siena und mehrfach nach Rom. Er war maßgeblich an der Verwaltung, Archivierung und Reorganisation der städtischen Dokumente beteiligt und verfasste zahlreiche Indizes und Repertorien für die städtischen Reformakten.
Nach dem Machtwechsel zugunsten der Familie Baglioni 1488 wurde Guarnieri enteignet und musste Perugia verlassen. Er kehrte nach Osimo zurück, wo er 1493 zum Gonfaloniere ernannt wurde und im ersten Halbjahr 1495 starb.
Familie
Stefano Guarnieri war mit Cassandra verheiratet und hatte zahlreiche Kinder. Einige seiner Töchter traten in Klöster ein, darunter Caterina Guarnieri, die als Chronistin des Klosters S. Lucia in Foligno bekannt wurde.
Wirken als Humanist und Kopist
Guarnieri war ein bedeutender Kopist und Sammler antiker Handschriften. Seine Bibliothek, die auch Werke seines Bruders Francesco enthielt, blieb bis ins 18. Jahrhundert im Familienbesitz. Besonders hervorzuheben ist seine Rolle bei der Überlieferung des Codex Aesinas, der die einzigen mittelalterlichen Handschriften von Tacitus’ Agricola und Germania enthält. Guarnieri kopierte und restaurierte diesen Codex mit großer Sorgfalt und trug so wesentlich zur Bewahrung dieses einzigartigen Kulturguts bei.
Weitere von ihm kopierte Handschriften umfassen Werke von Columella (De re rustica), Caesar, Sallust und Cicero. Seine Tätigkeit als Kopist zeichnete sich durch Genauigkeit und philologische Sorgfalt aus, wie zeitgenössische und moderne Forscher betonen.